# Leucania siamensis
Leucania siamensis là một loài bướm đêm trong họ Noctuidae.